# Fantasia sombria
Fantasia sombria é um sub-gênero de fantasia que pode se referir a obras literárias, cinematográficas e artísticas em geral que incorpora temas mais assustadores na fantasia. É fantasia combinada com elementos de terror. 
O termo é usado paradoxalmente como sinônimo de terror sobrenatural e gótico, ou como uma alternativa para os conceitos de terror\gótico que são "muitos escuros" e tem características próprias.  
Genericamente, Fantasia sombria refere-se a obras fantásticas que têm uma atmosfera sombria, ou uma sensação de horror e medo, não se encaixando nos tradicionais conceito de gótico e terror como O Labirinto do Fauno.

## Visão geral
Uma definição estrita de fantasia sombria é difícil de fixar. Gertrude Barrows Bennett tem sido chamada de "a mulher que inventou a fantasia sombria". Desta forma, Charles L. Grant e Karl Edward Wagner são creditados pelo cunho do termo "fantasia sombria", embora ambos os autores pertencessem a diferentes estilos de ficção. Brian Stableford argumenta que "fantasia sombria" pode ser corretamente definida como subgênero de histórias que tentam "incorporar elementos de ficção de horror" para as fórmulas padrão de fantasia. Stableford também sugere que terror sobrenatural é definido principalmente no mundo real e é uma forma de "fantasia contemporânea", considerando que terror sobrenatural é definido no todo ou em parte nos "mundo secundários" deve ser descrito como "fantasia sombria".
Além disso, outros autores, críticos e editores adotaram fantasia sombria  para descrever várias outras obras. No entanto, essas histórias raramente partilham semelhanças universais além de ocorrências sobrenatural em um tom sombrio. Como resultado, fantasia sombria não pode ser solidamente ligado a uma definição de conjunto de tropos. O próprio termo pode referir-se coletivamente para contos que são de terror ou fantasia.
Alguns escritores também o uso "fantasia sombria" (ou "Gótico fantasia") como uma descrição alternativa para o "terror\horror", porque sentem que o último termo é muito sensacionalista ou vívido.

## Baseado no terror
Charles L. Grant é frequentemente citado como tendo cunhado o termo "fantasia sombria". Definindo sua marca de fantasia sombria como "um tipo de história de terror em que a humanidade está ameaçada por forças além da compreensão humana". Ele costumava utilizar o termo fantasia sombria como alternativa para o horror, como terror está estava cada vez mais associado a obras mais viscerais. 
Fantasia sombria é também por vezes utilizado para descrever histórias contadas a partir do ponto de vista do monstro, ou que apresentem uma visão mais simpática de seres sobrenaturais, geralmente, associados com horror A Vampire Chronicles de Anne Rice, Saint-Germain de Chelsea Quinn Yarbro e O Sandman de Neil Gaiman, são os primeiros exemplos deste estilo de fantasia sombria. Isto está em contraste com o tradicional modelo de horror, que se concentra mais nas vítimas e sobreviventes.
Em um sentido mais geral, fantasia sombria "é às vezes usado como sinônimo para o sobrenatural horror, para distinguir histórias de horror que contêm elementos do sobrenatural daqueles que não o fazem. Por exemplo, uma história sobre um lobisomem ou vampiro poderia ser descrito como uma fantasia sombria, enquanto uma história sobre um serial killer poderia ser, simplesmente, terror.

## Baseado na fantasia

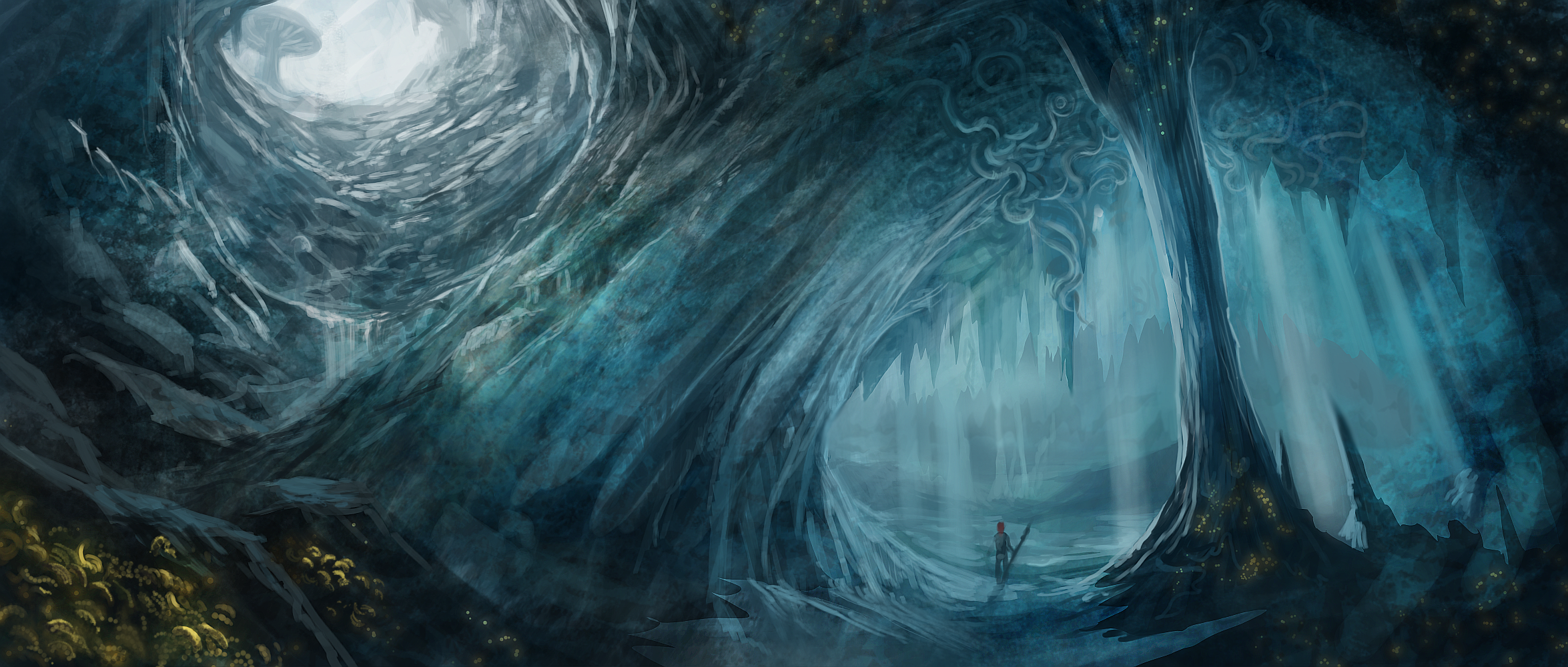
Ambientes mágicos sombrios é uma característica desta fantasia.

Stableford sugere que o tipo de horror transmitido por histórias de fantasia, tais como Vathek de William Beckford e The Masque of the Red Death de Edgar Allan Poe, "é mais estética do que a visceral ou existencial", e que essas histórias devem ser considerados como "fantasias sombrias" em vez de "thrillers supernaturais" convencionais do horror.
Karl Edward Wagner é muitas vezes creditado por criar o termo "fantasia sombria", quando utilizado em um contexto baseado na fantasia. Wagner utilizou para descrever a sua ficção sobre o Gótico guerreiro Kane. Desde então, "fantasia sombria" por vezes tem sido aplicada a espada e feitiçaria e alta fantasia, a ficção com características anti-heróica ou moralmente ambíguos nos protagonistas. Outro bom exemplo, segundo esta definição de fantasia sombria é a saga do Michael Moorcock, sobre o espadachim albino Elric.
O trabalho de fantasia do H. P. Lovecraft, Clark Ashton Smith e seus imitadores tem sido tratado como ''fantasia sombria", desde os mundos imaginários que eles descreveram contem um grande número de elementos de horror.
Fantasia sombria também e usada para descrever obras de fantasia por autores que o público principalmente associa ao gênero horror. Exemplos disso seriam a série do Stephen King, A Torre Escura, Shadowland de Peter Straub e Weaveworld de Clive Barker. Em alternativa, a fantasia sombria às vezes é usado para autores de ficção "mais escuros" conhecidos por outros estilos de fantasia; Faerie Tale de Raymond Feist e os romances escritos de Charles de Lint como  Samuel M. Key caberia aqui.